# Шакай, Садук Ильич
Саду́к Ильи́ч Шака́й (1822, Евпатория, Таврическая губерния — 1 [13] мая 1895, Евпатория, Таврическая губерния) — севастопольский 1-й гильдии купец, гласный Евпаторийской городской Думы, директор тюремного комитета, член ряда благотворительных учреждений.

## Общественная деятельность
Шакай провёл большую общественную работу, занявшись озеленением города. Он стал пионером в деле озеленения родного города. Он первый приобрёл возле города (теперь это центр Евпатории) несколько десятин прибрежной земли, удобрил её и насадил разного рода декоративные деревья, превратив весь свой участок в цветущий сад. Садук Ильич поставил перед собою цель: доказать евпаторийцам возможность разведения садов на песчаном берегу моря. Опыт Шакая привлёк внимание других жителей города. Покупая на морском берегу участки земли для застройки, они стали удобрять землю и разводить сады и виноградники. Так благодаря инициативе С. И. Шакая, вся Евпатория покрылась цветущими садами. В противовес Старой части города, где зелень почти отсутствовала, появились новые обширные зелёные районы Евпатории: Новый город и Дачный район. Долгое время Шакаевский сад оставался единственным местом отдыха и прогулок для евпаторийцев и гостей города, здесь проводились праздники и массовые народные гуляния.

## Семья
- Жена — Тотеш Бабакаевна Бобович (1835—?), дочь Таврического и Одесского караимского гахама Бабакая Бобовича[3].
- Усыновлённый племянник — Илья Садукович Шакай[1].

## Награды и память
За свою полезную общественную работу, за участие в обороне Севастополя был награждён в разное время русским правительством тремя золотыми медалями «За усердие» для ношения на шее на аннинской (1856), владимирской (1874) и андреевской лентах (1877), орденом св. Станислава 3-й степени (1882), а созданный им городской сад был в его честь назван «Шакаевским» (сейчас парк военного санатория на ул. Ленина). Улица, ведущая к саду, получила название Шакаевской (ныне Белинского).
В честь Шакая в Шакаевском саду на территории Приморской санатории был установлен памятник из чёрного мрамора. В советское время памятник был снесён, на его постаменте воздвигли бюст Ленина. Во время оккупации бюст сняли, а после войны постамент окончательно снесли.
16 апреля 2010 года в бывшем Шакаевском саду состоялось торжественное открытие памятного знака его создателю.